# دوست‌محمد شاه‌گل پهلوان
دوست‌محمدشاه گل پهلوان، روستایی از توابع بخش مرکزی شهرستان هیرمند در استان سیستان و بلوچستان ایران است.
پهلوان شاهگل یکی از روستاهای منطقه‌ی  دوست محمد  است که بنیان‌گذاری آن به «دوست محمد»، فرزند شاهگل، نسبت داده می‌شود. این روستا نام خود را از خاندان پهلوان گرفته که از خانواده‌های اصیل و قدیمی منطقه به‌شمار می‌آیند.
در حال حاضر، «شاه‌محمد پهلوان»، فرزند دوست‌محمد، به‌عنوان بزرگ طایفه‌ی پهلوان و کدخدای روستا شناخته می‌شود و نقش محوری در اداره‌ی امور محلی و حفظ سنن قومی ایفا می‌کند.
از ویژگی‌های تاریخی و فرهنگی این روستا می‌توان به گورستانی با قدمت حدود ۲۵۰ سال اشاره کرد که محل دفن اجداد و بزرگان خاندان پهلوان است و ارزش تاریخی و هویتی بالایی برای ساکنان منطقه دارد.

## جمعیت
این روستا در دهستان مارگان قرار دارد و براساس سرشماری مرکز آمار ایران در سال ۱۳۸۵، جمعیت آن ۶۸ نفر (۱۵خانوار) بوده‌است.